# Lista de bens tombados em Sergipe
A lista de bens tombados em Sergipe reúne itens do patrimônio histórico, cultural e, natural do estado brasileiro de Sergipe, que foram tombados em nível municipal por ...; em estadual por ... e, em nível federal realizados pelo IPHAN, no contexto de preservação do patrimônio histórico-cultural brasileiro.